# Београдска хроника
Београдска хроника је информативна емисија која се емитује радним данима од 17:40 до 18:20 (Најкасније до 18:25) на РТС 1 и РТС Свет (раније на другом програму). Емитује се уживо из Студија 3.
Једна је од најдуговечнијих емисија РТС-а. Емитује се од 1975. године.
Емисија се бави темама и проблемима Београђана, али се неретко важне и најновије информације из других делова Србије пренесу у њој.
Од 31. марта 2020. Рада Ђурић више није део РТС тима и више није водитељка ове емисије. Емисију сада  воде и уређују Слађана Томашевић, Ана Манојловић и Мирко Михајловић. У августу 2020. Емисију су водиле и Ивана Миленковић и Драгана Косјерина док су Слађана Томашевић и Ана Манојловић биле на одмору.